# Gilbert Favreau
Pour les articles homonymes, voir Favreau.
Gilbert Favreau, né le 4 mai 1949 à La Rochelle (Charente-Maritime) est un homme politique français, membre des Républicains.
Président du Conseil départemental des Deux-Sèvres de 2015 à 2020,, il est élu Sénateur des Deux-Sèvres le 27 septembre 2020.  

## Biographie
Titulaire d'une licence d'allemand en 1970, il poursuit ensuite ses études à la faculté de droit de l'université de Poitiers et obtient sa licence en droit privé en 1973. 
Il est admis au Certificat d'aptitude à la profession d'avocat à Poitiers le 27 octobre 1973 et prête serment le 14 novembre 1973 .
Gilbert Favreau exerce tout d’abord à Poitiers avant de s'inscrire au barreau de Bressuire dans les Deux-Sèvres. Il intègre, en 1976, le cabinet d'avocats de Guy Marchand à Parthenay. Il s'installe à son compte dans la même ville en 1981. Spécialiste de droit rural, il est bâtonnier de l'ordre des avocats du barreau de Bressuire en 1991 et 1992 . Il cède son cabinet d'avocats en 2015 pour se consacrer à son mandat de président du Conseil départemental des Deux-Sèvres.
Il est avocat honoraire.

## Mandats électoraux
En 1989, Gilbert Favreau est élu au conseil municipal de la ville de Parthenay, sous-préfecture des Deux-Sèvres, où il siège jusqu'en 2001.
Gilbert Favreau est élu conseiller général du canton de Parthenay pour la première fois en 1994. Il succède à Jean Pineau. Il est réélu en 2001 et 2008 et devient vice-président du Conseil général.
Lors des élections départementales de 2015, il est réélu conseiller départemental de Parthenay avec Béatrice Largeau .
Le 2 avril 2015, il est élu président du Conseil départemental des Deux-Sèvres, sous l'étiquette UMP / Les Républicains .
Gilbert Favreau est le suppléant du sénateur Michel Bécot de 2004 à 2014. Il est élu sénateur des Deux-Sèvres le 27 septembre 2020.

## Distinctions
- Chevalier de la Légion d'honneur (2007)[10]